# Diseño universal

Símbolos para personas con discapacidad.

El diseño universal es un paradigma del diseño relativamente nuevo, que dirige sus acciones al desarrollo de productos y entornos de fácil acceso para el mayor número de personas posible, sin la necesidad de adaptarlos o rediseñarlos de una forma especial. El concepto surge del diseño sin barreras, del diseño accesible y de la tecnología asistiva de apoyo. A diferencia de estos conceptos el diseño universal alcanza todos los aspectos de la accesibilidad, y se dirige a todas las personas, incluidas las personas con discapacidad. Resuelve el problema con una visión holista, partiendo de la idea de la diversidad humana. Además, tiene en cuenta la manera en que se vende el producto y la imagen de producto, para que estos, además de ser accesibles, puedan venderse y captar a todo el rango de consumidores.
El propósito del diseño universal es simplificar la realización de las tareas cotidianas mediante la construcción de productos, servicios y entornos más sencillos de usar por todas las personas y sin esfuerzo alguno. El diseño universal, así pues, beneficia a todas las personas de todas las edades y habilidades.

## Principios del diseño universal
Algunos autores, un grupo de arquitectos, diseñadores de productos, ingenieros e investigadores del diseño ambiental han colaborado para establecer los siguientes principios del diseño universal, como guía en un rango de las disciplinas del diseño, incluidas el ambiente, productos y comunicaciones:
1. Igualdad de uso: el diseño debe ser fácil de usar y adecuado para todas las personas independientemente de sus capacidades y habilidades.
2. Flexibilidad: el diseño debe poder adecuarse a un amplio rango de preferencias y habilidades individuales.
3. Simple e intuitivo: el diseño debe ser fácil de entender independientemente de la experiencia, los conocimientos, las habilidades o el nivel de concentración del usuario.
4. Información fácil de percibir: el diseño debe ser capaz de intercambiar información con usuario, independientemente de las condiciones ambientales o las capacidades sensoriales del mismo.
5. Tolerante a errores: el diseño debe minimizar las acciones accidentales o fortuitas que puedan tener consecuencias fatales o no deseadas.
6. Escaso esfuerzo físico: el diseño debe poder ser usado eficazmente y con el mínimo esfuerzo posible.
7. Dimensiones apropiadas: los tamaños y espacios deben ser apropiados para el alcance, manipulación y uso por parte del usuario, independientemente de su tamaño, posición, y movilidad.

En julio de 2015 la Unidad de Diseño Gráfico del Departamento de Información Pública de la ONU en Nueva York diseñó un nuevo símbolo de accesibilidad. La figura, con los brazos abiertos, simboliza la inclusión para las personas sin distingo de sus capacidades.
El logotipo de accesibilidad fue creado para representar “accesibilidad”, incluyendo la accesibilidad de la información, servicios, tecnologías de la comunicación, así como el acceso físico.
La mayor fortaleza de este símbolo es independizar el concepto “accesibilidad” y no asociarla con una figura que asociamos naturalmente con “discapacidad”.

## Ejemplos del diseño universal
- Suelo con superficies suaves en las vías de acceso a los edificios, sin escalones.
- Puertas interiores espaciosas, en las que quepa una silla de ruedas.
- Baños adaptados.
- Botones en los tableros de control que pueden distinguirse por el tacto.
- Iluminación brillante y apropiada, particularmente en los puestos de trabajo.
- Output audible redundante con información visual.
- Output visual redundante con información audible.
- Control del contraste en los output visuales.
- El uso de íconos significantes, tanto como el texto.
- Línea de visión clara (para reducir la dependencia del sonido).
- Control del volumen en los output audibles.
- Control de velocidad en los output audibles.
- Elección de idioma en los output escritos o hablados.
- Rampas de acceso en las piscinas de natación y en todos los edificios.
- Closed Caption (subtitulado en tiempo real) en televisión.
- Teclas y números grandes en los teléfonos.[3]

## El diseño universal y la inclusión social
El diseño universal es parte esencial de la estrategia para conseguir una sociedad en la que todas las personas pueden participar. Un modelo de sociedad que se está redefiniendo tomando como base la inclusión de todos y que deriva, en gran medida, de la reflexión acerca del modo que la sociedad quiere acoger a la persona en toda su diversidad. Un ingrediente de esta diversidad es la discapacidad. En este modelo social, se priman los valores de la igualdad de oportunidades y el respeto de los derechos de todos.
En este sentido, el diseño universal propone el diseño del entorno, los edificios, los servicios, etc., de modo que puedan ser utilizados por el mayor número de personas, incluidas las personas con discapacidad y las personas mayores, de la forma más autónoma posible.
Esta filosofía de diseño se ha convertido en un tema de interés generalizado en los principales programas de las instituciones europeasi, manejando en ocasiones términos equivalentes, o que convergen hacia el mismo concepto de sociedad inclusiva: diseño para todos, diseño inclusivo, accesibilidad universal.